# 斯蒂芬·帕雷
斯蒂芬·帕雷-埃多·马丁（法語：Stephen Parez-Edo Martin，1994年8月1日—），法国男子七人制橄榄球运动员。他曾代表法国参加2016年和2024年夏季奥林匹克运动会七人制橄榄球比赛，其中2024年奥运会获得一枚金牌。